# Блоковий шифр
Бло́ковий ши́фр (англ. block cipher) — різновид симетричного шифру. Особливістю блочного шифру є обробка блоку декількох байт за одну ітерацію (як правило 8 або 16).

## Режими роботи блокового шифру
Робота блокового шифру в найпростішому режимі — застосування функції, що шифрує, до блоку даних (проста заміна) викликає серйозну проблему: статистичні властивості відкритих даних частково зберігаються, тому що кожному однаковому блоку даних однозначно відповідає зашифрований блок даних. При великій кількості даних (відео, звук) це може дати деякі відомості для криптоаналізу про зміст даних.
Видалення статистичних залежностей у відкритому тексті можливо за допомогою попереднього архівування, але воно не вирішує завдання повністю, тому що у файлі залишається службова інформація архіватора, і не завжди технічно припустимо.

## Циклічне кодування
Для вирішення вищеописаних проблем, використовується циклічне кодування («категоризація») даних. Зміст цього рішення в накладанні статистичних даних у тривимірному просторі й розподілу рейтингу кожній групі даних. У результаті цього процесу можна відсівати ділянки з низьким рейтингом й у такий спосіб розділити кодовані ділянки від «порожніх» комбінацій.